# フロンハウゼン
フロンハウゼン (ドイツ語: Fronhausen) は、ドイツ連邦共和国ヘッセン州マールブルク＝ビーデンコプフ郡南部の町村（以下、本項では便宜上「町」と記述する）である。

## 地理

### 位置
フロンハウゼンの町域は、マールブルクとギーセンとの間のラーン川沿いから南の郡境に沿って広がる。西はグラーデンバッハ山地の東端から、東はラーン山地とルムダ平地との間のツヴェスター・オーム川下流に至る。オーバーヴァルゲルン地区（海抜約 250 m）を除くすべての集落は海抜 200 m 以下の谷に位置する。

### 隣接する市町村
フロンハウゼンは、北はヴァイマル (ラーン)、東はエプスドルファーグルント（ともにマールブルク＝ビーデンコプフ郡）、南はシュタウフェンベルクおよびロラー（ともにギーセン郡）、西はローラ（マールブルク＝ビーデンコプフ郡）と境を接する。

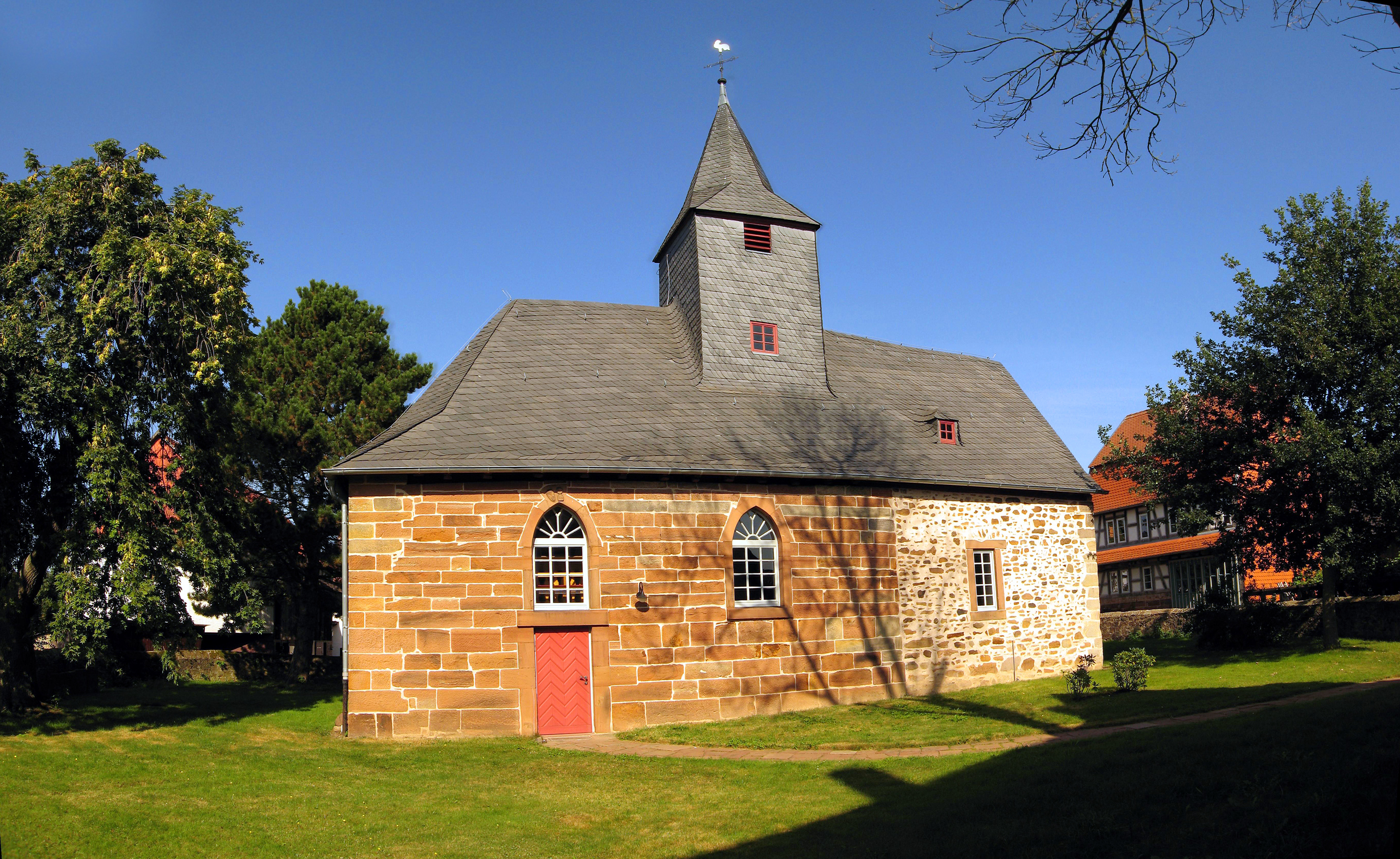
ベルンハウゼンの教会

### 自治体の構成
自治体としてのフロンハウゼンは、以下の集落からなる。
- ベルンハウゼン
- エルベンハウゼン
- フロンハウゼン（町政機能の所在地）
- ハッセンハウゼン
- ホルツハウゼン
- オーバーヴァルゲルン
- ジッヒャーツハウゼン

## 歴史
1972年に、それまで独立した村落だったフロンハウゼンとジッヒャーツハウゼンとが合併してフロンハウゼンの町が成立した。
1974年3月12日の「マールブルク＝ビーデンコプフ郡およびマールブルク市の創設に関する法律」は、1974年7月1日に以下の旧町村が合併し新たな自治体フロンハウゼンを形成することを定めている: フロンハウゼン（フロンハウゼン地区とジッヒャーツハウゼン地区）とその周辺に位置するベルンハウゼン、エルベンハウゼン、ハッセンハウゼン、ホルツハウゼン、オーバーヴァルゲルン。

## 行政

### 議会
フロンハウゼンの町議会は 23 議席からなる。

### 紋章
町の紋章は、赤地に銀（白）の逆斜め（向かって右上から左下）波帯。その上部には銀の翼、下部には 7 つ (4 + 3) の菱形が描かれている。
この紋章は現在の形の町が形成された後、数多くのデザインの中から選ばれた。紋章には、この町を流れるラーン川の象徴として波帯が描かれている。翼と菱形は、地元貴族としてフロンハウゼンの代官を務めたシェンケン・ツー・シュヴァインスベルク家の紋章から採られた。菱形の数が 7 つであるのは、この町の集落の数を示すものである。

### 姉妹自治体
- ソンシャン、クレールフォンテーヌ＝アン＝イブリーヌ、ラ・セル＝レ＝ボルド（フランス、イヴリーヌ県）

これら3つの町はいずれもランブイエ近郊にあり、互いに近い位置にある。

## 経済と社会資本

### 交通
この町は、ベルンハウゼン地区から 4 車線の連邦道 B3号線にアクセスできる。また、フロンハウゼンには、レギオナルバーンやレギオナルエクスプレスが停車するマイン＝ヴェーザー鉄道の駅がある。

### メディア
フロンハウゼン町内では、日刊紙として オーバーヘッシシェ・プレス (OP)、マールブルガー・ノイエ・ツァイトゥング (MNZ)、ギーセナー・アンツァイガー (GA)、ギーセナー・アルゲマイネ・ツァイトゥング (AZ) が刊行されている。このうち伝統がある OP が大きなシェアを占めている。週刊のフリーペーパーには、ともに OP の出版社が発行する マールブルク・エクストラ（水曜日）とヴィン（土曜日）があり、この他にミッテルヘッシシェ・アンツァイゲン＝ツァイトゥング（MAZ、水曜日）やゾンタークモルゲンマガツィーン（SMM、日曜日）がある。ヴィッティヒ出版から週刊で町の広報紙が刊行される。

## 引用
1. ↑  Hessisches Statistisches Landesamt: Bevölkerung in Hessen am 31.12.2023 (Landkreise, kreisfreie Städte und Gemeinden, Einwohnerzahlen auf Grundlage des Zensus 2011)]
2. ↑  2011年3月27日の町議会議員選挙結果、ヘッセン州統計局（2012年6月30日 閲覧）